# Gonzalo Rabuñal
Gonzalo Rabuñal Rios (Arteixo, 1 augustus 1984) is een Spaans wielrenner die tussen 2007 en 2010 reed voor Xacobeo-Galicia.

## Overwinningen
2010
Bergklassement Ronde van het Baskenland

## Resultaten in voornaamste wedstrijden
| Jaar | Ronde van Italië | Ronde van Frankrijk | Ronde van Spanje |
| ---- | ---------------- | ------------------- | ---------------- |
| 2009 | 115e             |                     | 67e              |
| 2010 |                  |                     | 30e              |

## Ploegen
- 2007 –  Karpin Galicia
- 2008 –  Xacobeo Galicia
- 2009 –  Xacobeo Galicia
- 2010 –  Xacobeo Galicia